# Veliki Brebrovnik
Veliki Brebrovnik (prekmursko Velki Brebrouvnik) je naselje v Občini Ormož.